# 長城翼龍屬
長城翼龍屬（屬名：Changchengopterus）是基礎翼龍目的一屬，不屬於翼手龍亞目。化石發現於中國河北省的青龍縣，該地屬於髫髻山组，地質年代為侏羅紀晚期。化石是一個幼年個體標本，翼展約47.5公分。
在2009年，中國古生物學家呂君昌等人將這些化石敘述、命名。模式種是潘氏長城翼龍（C. pani），屬名是以發現地附近的長城為名。呂君昌當時的種系發生學研究，認為長城翼龍是種原始翼龍類，是矛頜翼龍的近親，因此將長城翼龍歸類於喙嘴翼龍科；矛頜翼龍生存於年代較早的歐洲。2010年研究發現長城翼龍有數個特徵類似悟空翼龍科，因此將長城翼龍改歸類於悟空翼龍科。